# (23564) Ungaretti
(23564) Ungaretti est un astéroïde de la ceinture principale.

## Description
(23564) Ungaretti est un astéroïde de la ceinture principale. Il fut découvert le 6 novembre 1994 à Colleverde par Vincenzo Silvano Casulli. Il présente une orbite caractérisée par un demi-grand axe de 2,99 UA, une excentricité de 0,07 et une inclinaison de 3,5° par rapport à l'écliptique.

## Compléments